# Anthurium pedatum
Anthurium pedatum är en kallaväxtart som först beskrevs av Carl Sigismund Kunth, och fick sitt nu gällande namn av Stephan Ladislaus Endlicher och Carl Sigismund Kunth. Anthurium pedatum ingår i släktet Anthurium och familjen kallaväxter. Inga underarter finns listade.